# Stanzionno-Ojaschinski
Stanzionno-Ojaschinski (russisch Станцио́нно-Оя́шинский) ist eine Siedlung städtischen Typs in der Oblast Nowosibirsk in Russland mit 4575 Einwohnern (Stand 14. Oktober 2010).

## Geographie
Der Ort liegt etwa 75 km Luftlinie nordöstlich des Oblastverwaltungszentrums Nowosibirsk, unweit des rechten Ufers des Flusses Balta, der gut 7 km nordöstlich in den rechten Ob-Zufluss Ojasch mündet.
Stanzionno-Ojaschinski gehört zum Rajon Moschkowski und befindet gut 20 km nordöstlich von dessen Verwaltungszentrum Moschkowo. Die Siedlung ist Sitz der Stadtgemeinde (gorodskoje posselenije) Rabotschi possjolok Stanzionno-Ojaschinski (wörtlich „Arbeitersiedlung Stanzionno-Ojaschinski“), zu der weiterhin die Siedlung Raduga (7 km nordwestlich) und die Ortschaft Ostanowotschny Punkt Tassion („Haltepunkt Tassino“, 7 km südwestlich) gehören.

## Geschichte
Der Ort entstand ab den 1890er-Jahren im Zusammenhang mit dem Bau der Transsibirischen Eisenbahn, nachdem dort die Station Ojasch für das gleichnamige, etwa 9 km nördlich am Fluss Ojasch gelegene Dorf errichtet worden war. Der Ortsname ist abgeleitet vom russischen Stanzija Ojasch für „Station Ojasch“, bedeutet also etwa „Stationssiedlung Ojasch“.
Vom 4. Juni 1927 (verlegt aus dem Dorf Ojasch, der Rajon existierte seit 12. September 1924) bis Juni 1929 und nochmals von 18. Januar 1935 bis 5. April 1956 war Stanzionno-Ojaschinski Verwaltungssitz des Ojaschinski rajon, der dann zwischen den umliegenden drei Rajons aufgeteilt wurde. Der Ort kam zum Moschkowski rajon (zwischenzeitlich, von 1963 bis 1972, im Bolotninski rajon aufgegangen) und erhielt im Dezember 1965 den Status einer Siedlung städtischen Typs.

### Bevölkerungsentwicklung
| Jahr | Einwohner |
| ---- | --------- |
| 1939 | 4760      |
| 1970 | 5264      |
| 1979 | 5525      |
| 1989 | 4875      |
| 2002 | 4750      |
| 2010 | 4575      |

Anmerkung: Volkszählungsdaten

## Verkehr
In Stanzionno-Ojaschinski befindet sich der Bahnhof Ojasch bei Streckenkilometer 3417 (ab Moskau) der Transsibirischen Eisenbahn. Wenig nordwestlich der Siedlung verläuft die föderale Fernstraße R255 Sibir von Nowosibirsk über Krasnojarsk nach Irkutsk.